# Тимохово (Одинцовский район)
Ти́мохово — деревня в составе сельского поселения Захаровское Одинцовского района Московской области России. Население 2 человека на 2006 год, в деревне числится 1 садовое товарищество. До 2006 года Тимохово входило в состав Введенского сельского округа.
Деревня расположена на западе района, в 5 км южнее Звенигорода, на левом берегу малой реки Нахавня, высота центра над уровнем моря 170 м.
Впервые в исторических документах деревня Тимонино встречается в Экономических примечаниях 1800 года, согласно которым в ней было 3 двора, 10 мужчин и 12 женщин. На 1852 год в деревне числилось 7 дворов и 53 души обоего пола, в 1890 году — 28 человек. По Всесоюзной переписи 17 декабря 1926 года числилось 6 хозяйств и 33 жителя, по переписи 1989 года — 5 хозяйств и 7 жителей